# Astragalus bosbutooensis
Astragalus bosbutooensis — вид квіткових рослин з родини бобових (Fabaceae). Ареал охоплює такі країни: Киргизстан.

## Середовище
Це багаторічна трав'яниста рослина, що зустрічається на степових та лукоподібно-степових схилах нижнього гірського поясу. Висота 1200–1600 метрів. Хоча загалом немає серйозних загроз для цього виду, для цієї місцевості було зареєстровано кілька загроз, таких як надмірний випас худоби.